# ISO 3166-2:FJ
ISO 3166-2:FJ is een ISO-standaard met betrekking tot de zogenaamde geocodes. Het is een subset van de ISO 3166-2 tabel, die specifiek betrekking heeft op Fiji.
De gegevens werden tot op 22 november 2016 geüpdatet op het ISO Online Browsing Platform (OBP). Hier worden 1 afhankelijk gebied - dependency (en) / dépendance (fr) - , 4 divisies – division (en) / division (fr)  en 14 provincies - province (en) / province (fr) - gedefinieerd.
Volgens de eerste set, ISO 3166-1, staat FJ voor Fiji, het tweede gedeelte is een eenletterige code.

## Codes
| Code  | Naam               | Categorie          | Deel van |
| ----- | ------------------ | ------------------ | -------- |
| FJ-C  | Central            | divisie            |          |
| FJ-09 | Naitasiri          | provincie          | FJ-C     |
| FJ-10 | Namosi             | provincie          | FJ-C     |
| FJ-12 | Rewa               | provincie          | FJ-C     |
| FJ-13 | Serua              | provincie          | FJ-C     |
| FJ-14 | Tailevu            | provincie          | FJ-C     |
| FJ-E  | Eastern            | divisie            |          |
| FJ-04 | Kadavu             | provincie          | FJ-E     |
| FJ-05 | Lau                | provincie          | FJ-E     |
| FJ-06 | Lomaiviti          | provincie          | FJ-E     |
| FJ-N  | Northern           | divisie            |          |
| FJ-02 | Bua                | provincie          | FJ-N     |
| FJ-03 | Cakaudrove         | provincie          | FJ-N     |
| FJ-07 | Macuata            | provincie          | FJ-N     |
| FJ-R  | Rotuma             | afhankelijk gebied |          |
| FJ-W  | Western            | divisie            |          |
| FJ-01 | Ba                 | provincie          | FJ-W     |
| FJ-08 | Nadroga and Navosa | provincie          | FJ-W     |
| FJ-11 | Ra                 | provincie          | FJ-W     |